# Преображенский форштадт
Преображенский форштадт (предместье) — исторический микрорайон, расположенный в Центральном районе города Волгограда.

## История
Территория города Царицына в XVII веке представляла собой крепость, стоявшую на стрелке между Волгой и впадающей в неё Царицей. Севернее крепости, в некотором удалении от неё, по полукольцевой системе располагались посады, которые изображены на планах Царицынской крепости XVII века.
Преображенское предместье возникло на северо-западе от крепостной стены между сторожевой линией и Бутырским (Александровским) предместьем, находившимся на севере от крепости. Застройка этих предместий была хаотичной. Основным строительным материалом были дерево и глина. Не только в предместьях, но и в самой крепости почти не было каменных строений. Жители предместий были заняты рыболовством и различными ремёслами — бондарным, кузнечным и другими.
В 1771 году купец Ермолай и его жена Марфа построили здесь деревянную Спасо-Преображенскую церковь, которая предположительно и дала название предместью.
Форштадт был отделён от крепости обширной площадью, на которой находились небольшое озеро, именуемое Фонтанкой, и овраг, направленный к Волге. По предместью параллельно сторожевой линии проходила дорога на Москву.
Александр Минх, описывая предместье, помимо приходской Преображенской церкви, также относит к форштадту кладбищенскую Скорбященскую церковь, которая находилась на территории современного Комсомольского сада, и тюремный замок, который сохранился до сих пор за полотном железной дороги и по сей день выполняет свои функции. Но это не совсем верно, ведь эта церковь находилась за сторожевой линией, а тюрьма и вовсе севернее.
|                    |                    |                   |                    |
| На плане 1820 года | На плане 1913 года | На фото 1942 года | На карте 2016 года |

## Улицы
Главная отличительная особенность предместья — «наклонное» в плане положение улиц по отношению к остальным городским кварталам. Это связано с тем, что предместье, изначально расположенное на изрезанной оврагами местности, как бы огибало крепость по её контуру. Это объясняет радиально-кольцевую систему планировки улиц и «неправильное» расположение сохранившихся зданий форштадта по отношению к зданиям, построенным после войны.
Застройка вне крепости, несмотря на её стихийный характер, оказала к концу XVII века заметное влияние на дальнейшее развитие города. Это влияние выразилось в том, что наметившаяся радиально-кольцевая система планировки в посаде и слободах и прямолинейная система планировки в самой крепости явились основой планировки более позднего Царицына и сохранились до Великой Отечественной войны.
Формирование названий улиц Царицына происходило по определённой концепции, что позволяло по названию улицы сразу определить, в какой части города она находится. Улицы предместья, примерно в 1830—1840-х годах, были названы женскими именами царской фамилии. Три продольные улицы назывались Еленинская, Варваринская и Екатерининская; поперечные — Елизаветинская, Анастасийская, Софийская, Надеждинская, Мариинская, Ольгинская.
Во время реконструкции центра города после Сталинградской битвы в конце 1940-х годов бо́льшая часть зданий форштадта была снесена. Были образованы две новые улицы — улица Комсомольская и улица Мира, которые разделили старое предместье на четыре квадранта. В квадрантах были построены новые кварталы, а внутри их дворов сохранились и старинные дома.
Из всех улиц до наших дней сохранилось только несколько. Из улиц, официально сохранивших за собой статус, остались только улица Гоголя (бывшая Елизаветинская), которая не претерпела изменений, и улицы Волгодонская (бывшая Анастасийская) и Пролеткультская (бывшая Екатерининская), которые в 1920-х годах были переименованы, а во время реконструкции центра города после войны — укорочены. Также некоторые участки других улиц сохранились в виде пешеходных зон и внутриквартальных проездов.

### Улица Гоголя
В 1908 году улица Елизаветинская стала первой улицей города (не считая Нобелевский городок), на которой появились электрические фонари.
В 1909 году по случаю 100-летия со дня рождения Николая Гоголя этой улице было присвоено имя писателя, а в 1910 году там же был установлен и памятник. После войны его перенесли в сквер у драмтеатра (ныне НЭТ). Бюст Гоголя является старейшим памятником в городе.
До революции на улице располагались большое число гостиниц и магазинов. В здании гостиницы «Люкс» был первый пассажирский лифт в городе.

### Улица Волгодонская
В настоящее время улица Волгодонская (бывшая Анастасийская) имеет небольшую протяжённость и местами незаасфальтирована. В сохранившихся домах конца XIX — начала XX веков планировалось разместить маленькие магазинчики, кафе, гостиницы, улица должна была стать туристским центром, рассказывающим об истории Царицына. Тем самым планировалось возродить старую функцию улицы. Но эти планы не были осуществлены.
- Дом № 5. Дом купца Алексеева. Здание было построено на деньги купца Алексеева в конце XIX века. До конца 1920-х годов дом сдавался в аренду под постоялый двор. Затем вплоть до войны здесь размещалась часовая мастерская, парикмахерская и квартиры их владельцев. В ходе Сталинградской битвы южная часть дома была разрушена. В 1945 году северную часть дома было решено реконструировать и отдать под областной отдел Спецсвязи. Но из-за нехватки жилья дом вплоть до 1953 года использовался под жильё, а с 1954 года в нём располагалось общежитие. В 1965 году здание было передано Главпочтамту, который на первом этаже разместил столовую, а на втором – гостиницу[9][10].
- Дом № 7. Дом купца Донцова. Первым владельцем дома был купец Донцов, который содержал в нём постоялый двор. После революции вплоть до 1930 года здание арендовалось мелкими кустарями, небольшими организациями и конторами. В 1937 году здание было передано тресту «Центроэлектромонтаж». В ходе Сталинградской битвы дом был частично повреждён, а его восстановление началось в январе 1944 года. В декабре 1945 года восстановленное здание было сдано в эксплуатацию. В настоящее время в здании размещается несколько организаций[9][10].
- Дома № 11, 13, 13А. Дома купца Мишнина. Дома принадлежали купцу, члену городской думы Александру Мишнину. Дом № 11 был построен в 1890 году для сдачи в аренду. В дни Сталинградской битвы был повреждён, в 1946 году реконструирован. С 1960 года в нём располагается Волгоградский филиал торгово-экономического института. На первом этаже дома № 13, построенного в 1880 году, располагалась лавка с товарами свечного завода, второй этаж сдавался внаём. Сегодня в этом доме находится вечерняя школа № 5 Центрального района[9][10].
- Дома № 16. Дом купца Лапшина. Дом принадлежал купцу Василию Лапшину. В нём располагалась контора правления пароходного товарищества «Русь». В 1986 году дом был разрушен, и на его фундаменте был построен новый дом «под старину»[11]. Сегодня в этом здании располагается департамент муниципального имущества Волгограда[9][10].

|                                        |                                                                |                                                    |                                                     |                                               |
| Дом купца Донцова, ул. Волгодонская, 7 | Дом жилой с магазином купца Мишина А. П., ул. Волгодонская, 11 | Дом жилой купца Мишина А. П., ул. Волгодонская, 13 | Дом жилой купца Мишина А. П., ул. Волгодонская, 13а | Дом купца Лапшина В. Ф., ул. Волгодонская, 16 |

### Улица Пролеткультская
В настоящее время улица Пролеткультская (бывшая Екатерининская) считается самой короткой улицей города. На ней расположены всего два дома.

## Здания

### Преображенская церковь
Каменная Преображенская церковь была построена вместо деревянной и освящена 25 мая 1885 года. В следующем году в церковной сторожке открывается школа, а ещё одна размещается в нанятом попечительством доме. В 1903 году храм перестраивается. После революции церковь была закрыта и перестроена под краеведческий музей. Во время Сталинградской битвы была разрушена и не восстанавливалась. Здание было снесено в 1947—1948 годах. В настоящее время на месте Преображенской церкви находится часть жилого дома и участок улицы Комсомольской чуть южнее её пересечения с улицей Мира.

### Особняк Репниковой
По одной из версий, он был построен в 1896 году, но при одной из реконструкций здания были обнаружены кирпичи с клеймом 1903 года. Вполне возможно, это были кирпичи поздних отделочных работ.
Доподлинно известно, что последней владелицей особняка была Юлия Репникова, мать знаменитого царицынского купца Александра Репникова, который был женат на Августе Ворониной. Августа была дочерью самого богатого купца Царицына — Константина Воронина. Вполне возможно, что особняк Репниковой был построен Ворониным для своей дочери и предназначался ей в качестве приданого. В 1905 году законной владелицей этого дома уже была Юлия Репникова. Вполне возможно, что она получила его как подарок от невестки.
В период Гражданской войны в этом здании работали важнейшие военные учреждения города: штаб обороны Царицынского Совета рабочих, солдатских, крестьянских и казачьих депутатов и губернский военный комиссариат.
В январе 1937 года в здании был открыт музей обороны Царицына, который сейчас носит название мемориально-исторического музея. Это единственный в Южном федеральном округе музей, посвящённый событиям Гражданской войны.

### Синагога
Здание синагоги было построено в 1911 году. В ноябре 1929 года синагога была закрыта, а здание передано поликлинике. В настоящее время в здании располагается физиотерапевтическая поликлиника.
|                                                     |                                                  |                                        |                              |
| Каменная Преображенская церковь, ныне не существует | Особняк купчихи Репниковой Ю. Д., ул. Гоголя, 10 | Купеческий особняк, ул. Островского, 3 | Синагога, ул. Порт-Саида, 11 |